# Новела
 Тази статия е за литературния вид.  За тв канала вижте Новела (телевизия).  
Новелата (от италиански: novella, букв. – „вест“, „новост“, новина) е повествователен литературен жанр. Оформя се през Ренесанса като средно по обем белетристично произведение с интригуваща сюжетна линия и неочакван, често поучителен завършек. Така е според световната литературоведска терминология. В България обаче под новела се разбира преходна форма между разказа и повестта (Дж. Бокачо, С. Цвайг, Е. Станев). Новела в чист вид в този български смисъл е „Смърт във Венеция“ на Томас Ман.